# Đế quốc Ba Tư

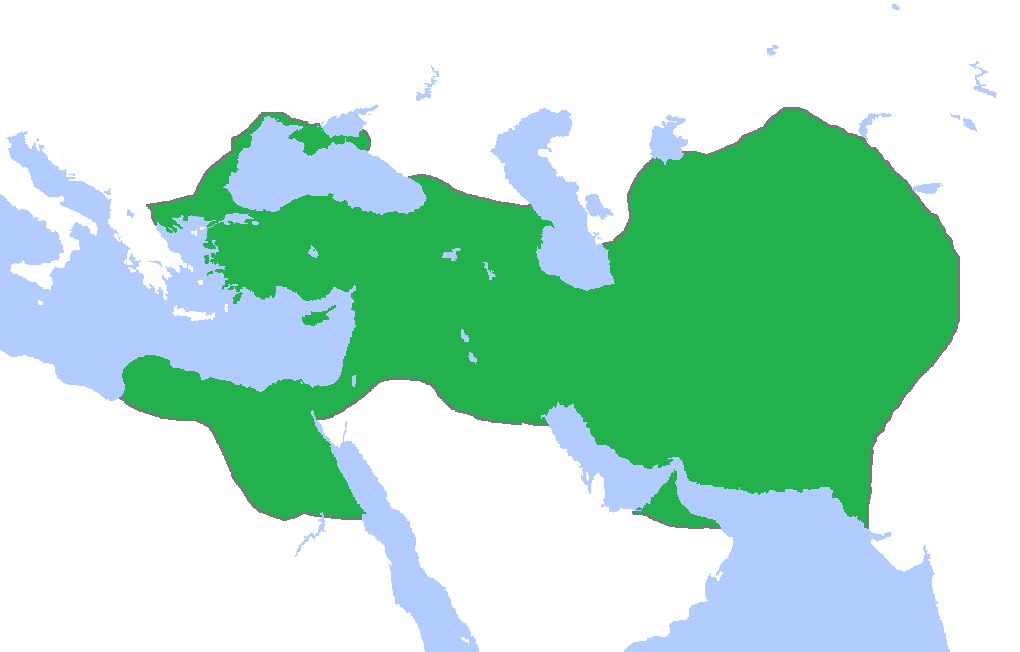
Phạm vi mở rộng của Đế quốc Achaemenes.

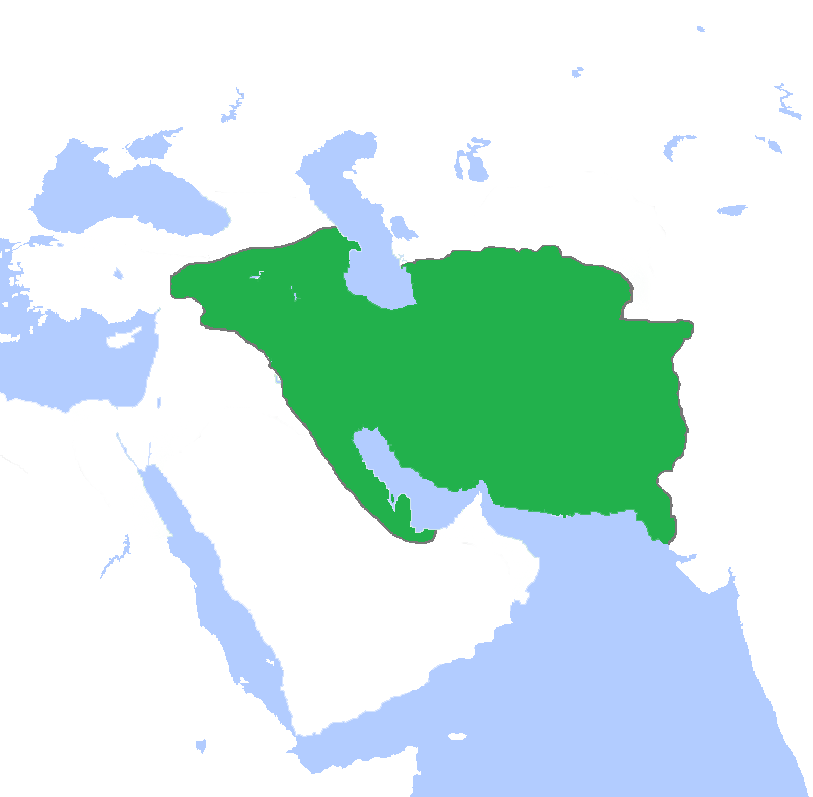
Phạm vi mở rộng của Đế quốc Parthia.

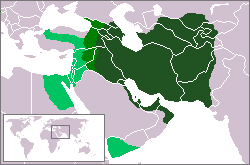
Phạm vi mở rộng của Đế quốc Sassanid.

Đế quốc Ba Tư (tiếng Ba Tư: شاهنشاهی ایران, Chuyển tự La Mã: Šâhanšâhiye Irân, nghĩa là 'đế chế Iran') là thuật ngữ đề cập đến bất kỳ triều đại quân chủ nào trong lịch sử Ba Tư/Iran, bao gồm:
- Đế quốc Achaemenes (550–330 TCN), cũng gọi là Đế chế Ba Tư thứ nhất
- Đế quốc Parthia (247 TCN–224 CN), cũng gọi là Đế chế Arsaces
- Đế quốc Sassan (224–651), cũng gọi là Đế quốc Tân Ba Tư hay Đế chế Ba Tư thứ hai
- Đế quốc Safavid (1501–1736)
- Đế quốc Afsharid (1736–1796)
- Nhà Zand (1750–1794)
- Nhà Qajar (1785–1925)
- Nhà Pahlavi (1925–1979)